# Denis Barthel
Denis Barthel (* 19. Mai 1916 in Camberwell; † 13. September 2008 in Vancouver) war ein britischer Knabensopran. Von 1931 bis 1933 war er als Nachfolger von Ernest Lough Erster Solist und Head Boy des Knabenchors der Temple Church in London, dem er seit 1927 angehörte.

## Leben
Barthel begann seine musikalische Laufbahn in der St. Stephen’s Church in Westminster. Sein dortiger Lehrer, Dr. William Bunney, vermittelte ihn 1927 an den von Sir George Thalben-Ball geleiteten, damals führenden britischen Knabenchor der Temple Church.
Im Juli 1930 machte Barthel erstmals Probeaufnahmen für HMV, und im April 1931 erschien seine erste Platte, See amid the winter’s snow / I saw a fair mayden syttin and sing. Im selben Jahr wurde er Erster Solist des Chores und Head Boy (eine Funktion ähnlich dem Konzertmeister im Orchester). Ebenfalls 1931 sang er in der Royal Albert Hall vor König Georg V. und Königin Mary beim „Festival of Remembrance“, das international von der BBC im Rundfunk übertragen wurde.
1932 erschienen weitere Schallplatten von Barthel, die von der zeitgenössischen Kritik hoch gelobt wurden. Seine Interpretation von Händels He was despised wurde bezeichnet als „die bei weitem beste Aufnahme eines Knaben, die gehört zu haben ich mich entsinnen kann“ („by far the best boys recording I can remember hearing.“). Von seiner erfolgreichsten Platte, Jerusalem, wurden 750.000 Stück verkauft.
Im Juli 1933 hatte Barthel seinen Sopran aufgrund des Stimmbruchs verloren, seine Karriere als Sänger war beendet. Im Anschluss war er erst für eine Versicherung tätig, bevor er eine militärische Laufbahn einschlug, die er im Rang eines Majors beendete. 1969 wanderte er mit seiner Familie nach Vancouver (Kanada) aus und gründete dort 1970 Rekord Marine Enterprises Ltd., zur Jahrtausendwende das führende kanadische Großhandelshaus für Schiffsausrüstungen, in dem er bis zu seinem Tod aktiv war. Denis Barthel starb kurz nach seinem Sohn im Alter von 92 Jahren.
Denis Barthel wurde ausgezeichnet als  Member of the British Empire – MBE. Seine Aufnahmen wurden mehrfach auf CD wiederveröffentlicht.

## Weiterführende Literatur
- Stephen R. Beet: Obituary: Major Denis Barthel In: Church Times, Issue 7595, 10. Oktober 2008, online